# Godean (Sleman)
Godean är ett underdistrikt (kecamatan) i Indonesien.  Det ligger i regentskapet Kabupaten Sleman i provinsen Yogyakarta, i den västra delen av landet, 400 km öster om huvudstaden Jakarta.
Godean indelas i sju administrativa byar: Sidorejo, Sidoluhur, Sidomulyo, Sidoagung, Sidokarto, Sidoarum och Sidomoyo.